# Paseride
Paseridele (Passeridae) este familia vrăbiilor din ordinul păsărelelor (Passeriformes), ele sunt înrudite cu familia codobaturilor (Motacillidae) ca și cu familia (Prunellidae), (Ploceidae), (Estrildidae) și (Viduidae). Familia cuprinde 36-37 de specii. În Europa Centrală apare în mod obișnuit vrabia de casă (Passer domesticus), și vrabia de munte (Passer montanus), mai puțin cunoscută este (Passer hispaniolensis) care trăiește pe pășuni, sau cinghița alpină (Montifringilla nivalis) care trăiește în regiunile alpine. 
Păsările trăiesc în colonii mari, unde sunt stabilite ierarhii precise.

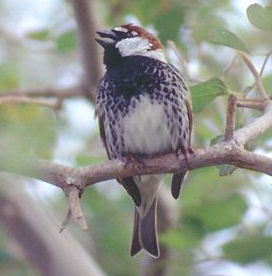
Passer hispaniolensis

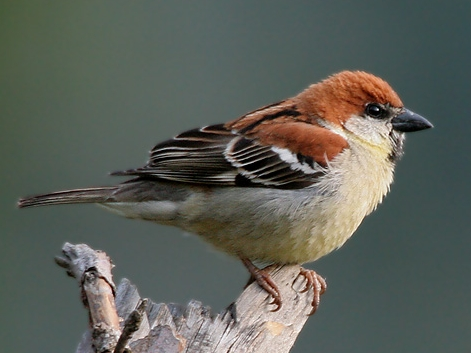
Passer rutilans

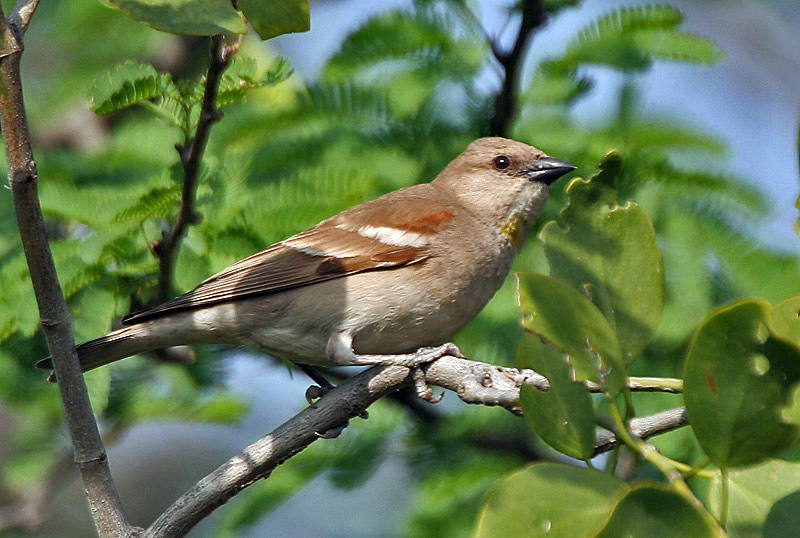
Petronia xanthocollis

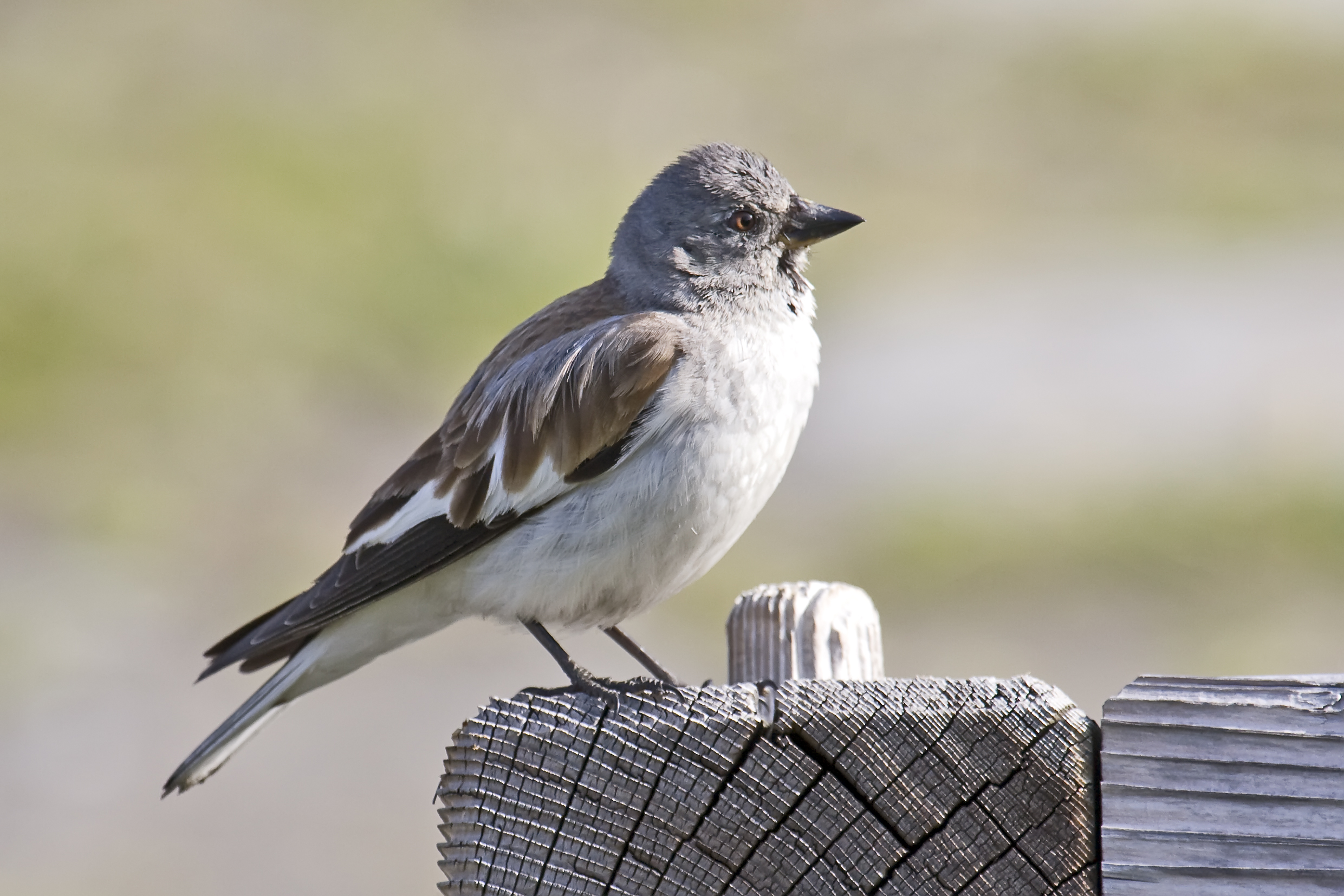
Montifringilla nivalis

## Specii
Lista speciilor:
- Hypocryptadius
  - Cinnamon ibon
- Passer
  - Passer ammodendri
  - Passer domesticus, Vrabie de casă
  - Passer italiae, Vrabie italiană
  - Passer hispaniolensis, Vrabie negricioasă
  - Passer pyrrhonotus
  - Passer castanopterus
  - Passer rutilans
  - Passer flaveolus
  - Passer moabiticus, Vrabie de la Marea Moartă
  - Passer iagoensis
  - Passer motitensis
  - Passer rufocinctus
  - Passer cordofanicus
  - Passer shelleyi
  - Passer insularis
  - Passer hemileucus
  - Passer melanurus
  - Passer griseus
  - Passer swainsonii
  - Passer gongonensis
  - Passer suahelicus
  - Passer diffusus
  - Passer simplex, Vrabie de deșert
  - Passer montanus, Vrabie de câmp
  - Passer luteus, Vrabie aurie sudaneză
  - Passer euchlorus, Vrabie aurie arabă
  - Passer eminibey
- Petronia
  - Petronia pyrgita
  - Petronia xanthocollis
  - Petronia superciliaris
  - Petronia dentata
  - Petronia petronia, Vrabie de stâncă
- Carpospiza
  - Carpospiza brachydactyla
- Montifringilla
  - Montifringilla nivalis, Cinghiță alpină
  - Montifringilla adamsi
  - Montifringilla taczanowskii
  - Montifringilla davidiana
  - Montifringilla ruficollis
  - Montifringilla blanfordi
  - Montifringilla theresae